# Dolichoderus mucronifer
Dolichoderus mucronifer är en myrart som först beskrevs av Julius Roger 1862.  Dolichoderus mucronifer ingår i släktet Dolichoderus och familjen myror. Inga underarter finns listade i Catalogue of Life.